# Нови Градац
Нови Градац (хрв. Novi Gradac, мађ. Újgrác) је насељено место у саставу општине Градина, Вировитичко-подравска жупанија, Хрватска.

## Историја
До територијалне реорганизације у Хрватској био је у саставу старе општине Вировитица.

## Становништво
У попису становништва из 2011. године, Нови Градац је имао 167 становника.
| Број становника према пописима | Број становника према пописима | Број становника према пописима | Број становника према пописима | Број становника према пописима | Број становника према пописима | Број становника према пописима | Број становника према пописима | Број становника према пописима | Број становника према пописима | Број становника према пописима | Број становника према пописима | Број становника према пописима | Број становника према пописима | Број становника према пописима | Број становника према пописима |
| ------------------------------ | ------------------------------ | ------------------------------ | ------------------------------ | ------------------------------ | ------------------------------ | ------------------------------ | ------------------------------ | ------------------------------ | ------------------------------ | ------------------------------ | ------------------------------ | ------------------------------ | ------------------------------ | ------------------------------ | ------------------------------ |
| 1857                           | 1869                           | 1880                           | 1890                           | 1900                           | 1910                           | 1921                           | 1931                           | 1948                           | 1953                           | 1961                           | 1971                           | 1981                           | 1991                           | 2001                           | 2011                           |
| 240                            | 542                            | 564                            | 537                            | 471                            | 488                            | 466                            | 597                            | 596                            | 531                            | 501                            | 456                            | 323                            | 258                            | 196                            | 167                            |

### Попис1991.
У попису становништва из 1991. године, Нови Градац је имао 258 становника, следећег националног састава:
| Попис 1991.‍           | Попис 1991.‍           | Попис 1991.‍ | Попис 1991.‍ | Попис 1991.‍ |
| --------------------- | --------------------- | ----------- | ----------- | ----------- |
|                       |                       |             |             |             |
| Хрвати                | Хрвати                |             | 176         | 68,21%      |
| Мађари                | Мађари                |             | 46          | 17,82%      |
| Срби                  | Срби                  |             | 17          | 6,58%       |
| Италијани             | Италијани             |             | 9           | 3,48%       |
| Југословени           | Југословени           |             | 2           | 0,77%       |
| Словенци              | Словенци              |             | 1           | 0,38%       |
| неопредељени          | неопредељени          |             | 4           | 1,55%       |
| регионално опредељени | регионално опредељени |             | 2           | 0,77%       |
| непознато             | непознато             |             | 1           | 0,38%       |
| укупно: 258           |                       |             |             |             |